# Dolicheremaeus amazonicus
Dolicheremaeus amazonicus är en kvalsterart som beskrevs av Balogh och Sandór Mahunka 1969. Dolicheremaeus amazonicus ingår i släktet Dolicheremaeus och familjen Tetracondylidae. Inga underarter finns listade i Catalogue of Life.